# Troy Field
Troy Field  (* 21. Dezember 1993 in Laguna Beach, Kalifornien) ist ein US-amerikanischer Beachvolleyballspieler.

## Karriere
Der Athlet interessierte sich für den Sport im Sand, seit er sich bei den Olympischen Spielen in London einige Wettkämpfe auf dem Bildschirm anschaute. Auf YouTube beobachtete er anschließend die Aktionen seiner Idole Sinjin Smith, Randy Stoklos, Tim Hovland, Mike Dodd und vor allem Karch Kiraly bei Veranstaltungen in den USA, um von ihnen zu lernen. 2016 begann er mit dem Training und ein Jahr später stand er gemeinsam mit Orlando Irizarry in Manhattan Beach nach vier erfolgreich bewältigten Qualirunden zum ersten Mal im Hauptfeld der AVP Tour. 2018 gehörte er mit zwei verschiedenen Partnern schon bei drei Events der amerikanischen Serie zu den Top Zwölf Teams. Auch bei der FIVB World Tour machte er in der gleichen Saison erste Erfahrungen. Ein Spieljahr danach hatte er mit Tim Bomgren zum ersten Mal einen ständigen Partner an seiner Seite. Die beiden waren bei allen acht AVP Wettbewerben des Jahres am Start und gehörten nur einmal als Siebte und ein weiteres Mal als Siebzehnte nicht zu den besten sechs Duos. Auf dem Podest standen sie als Dritte in Huntington Beach und Austin sowie als Zweite in New York City. Zuvor im April hatte Field gemeinsam mit den McKibbin Brüdern Riley und Maddison als Team USA 2 beim FIVB/CEV Snow Volleyball Event in Italien auf dem Kronplatz sowohl die Qualifikation gegen die Schweiz und Deutschland gewonnen als auch im Pool A die Gegner aus Österreich und Italien besiegt. Im Viertelfinale Slowenien und in der Vorschlussrunde wieder Österreich wurden in jeweils zwei Sätzen aus dem Wettbewerb verabschiedet. Nach dem Dreisatzsieg im Endspiel gegen die Russen war das Trio die erste US-amerikanische Mannschaft, die jemals einen Volleyballwettbewerb im Schnee für sich entscheiden konnte. Im August in Argentinien lief es für die diesmal mit Jameson verstärkten drei Geschwister und Field nicht ganz so gut. Im Finale mussten sie sich gegen die erste Mannschaft des Gastgebers in drei Durchgängen geschlagen geben. Wieder zurück bei der amerikanischen Beachtour reichte es 2020 noch für den einzigen aus dem Quartett, der kein McKibbin war, mit dem gleichen Partner des Vorjahres zu neunten Plätzen bei zwei aufeinanderfolgenden Turnieren in Long Beach.
2021 war der gebürtige Kalifornier sowohl bei der amerikanischen als auch bei der internationalen Veranstaltungsreihe aktiv. Bei der AVP wurde er mit Eric Beranek in Atlanta Siebter und mit Miles Evans in Chicago Neunter. Mit Letzterem stand er nach dem Finaleinzug mit Chase Budinger beim Zwei-Sterne-Event von  Rubavu bei der Ein-Stern-Veranstaltung von Cervia im Endspiel und siegte mit ihm beim gleichwertigen Turnier in Nijmegen zum ersten Mal in seiner Karriere. Anschließend gelang noch ein Achtelfinaleinzug beim Itapema Four Star mit Budinger. Mit ihm war er auch 2022 auf den Sandplätzen der Erde unterwegs. Die US-Amerikaner belegten in der gesamten AVP Saison keinen schlechteren als den neunten Rng und standen in Austin als Finalisten sowie in New Orleans und Atlanta als Dritte auf dem Treppchen. Mindestens ebenso wertvoll war das Erreichen des Endspiels beim Challenge der FIVB World Pro Tour auf den Malediven. 2023 probierte es Field mit verschiedenen Spielern an seiner Seite. Beste Resultate waren der dritte Rang mit Phil Dalhausser bei den Miami Open der AVP sowie der Finaleinzug mit Billy Allen beim gleichartigen Turnier in New Orleans. Mit Corry Evans, mit dem er in diesem Jahr häufig bei beiden Beachserien gemeinsam auf dem Volleyballfeld stand, gelang ihm sein zweiter Sieg überhaupt beim FIVB Futures in Helsinki.
2024 startete Field nur bei der amerikanischen Tour. Mit seinem früheren Partner Tim Bomgren erkämpfte er drei weitere Stockerlplätze. Huntington Beach und Chicago verließen die beiden als Dritte, während in Waupaca zwar immer noch kein AVP Sieg auf der Erfolgsliste von Troy Field stand, jedoch eine weitere Endspielteilnahme dazu kam.

## Persönliches
Der Sportler besuchte das Saddleback College California in Mission Viejo. Er hat einen älteren Bruder namens Michael und eine jüngere Schwestern namens Kiana. Sein Vater war Quarterback an der High School.